# Balanomis encyclia
Balanomis encyclia là một loài bướm đêm thuộc họ Pyralidae. Nó được tìm thấy ở Úc, bao gồm New South Wales.